# Библиотека Вильнюсского университета

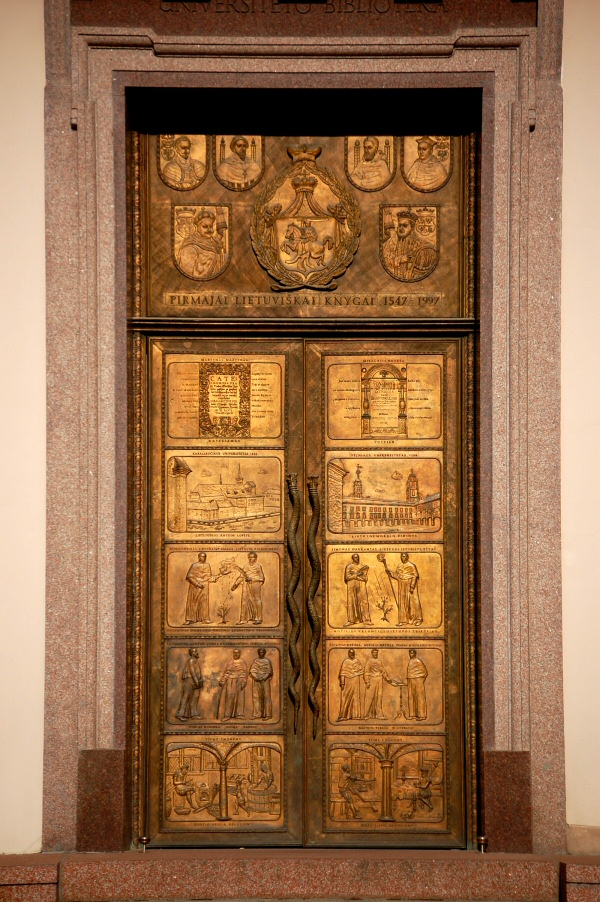
Парадная дверь-памятник библиотеки

Библиоте́ка Ви́льнюсского университе́та (лит. Vilniaus universiteto biblioteka) — универсальная публичная научная библиотека Литвы государственного значения; старейшая библиотека и одна из крупнейших в стране; старейшая академическая библиотека в балтийских странах. Депозитарий ООН с 1965 года (получает и хранит документы ООН и её организаций и подразделений, таких как ЮНЕСКО, МАГАТЭ и другие, свыше 340 000 изданий по состоянию на 1998 год. Библиотека содержит свыше 5 млн документов (2022). Располагается в Вильнюсе в ансамбле Вильнюсского университета. Ежегодно 16 тысячам читателей выдаётся свыше млн изданий (1998). Прирост фондов в конце XX века составлял около 130 000 экземпляров в год. Поддерживает связи с 380 библиотеками и научными учреждениями из 55 стран (1998). Электронный каталог с 1993 года, первый в балтийских странах.

## История

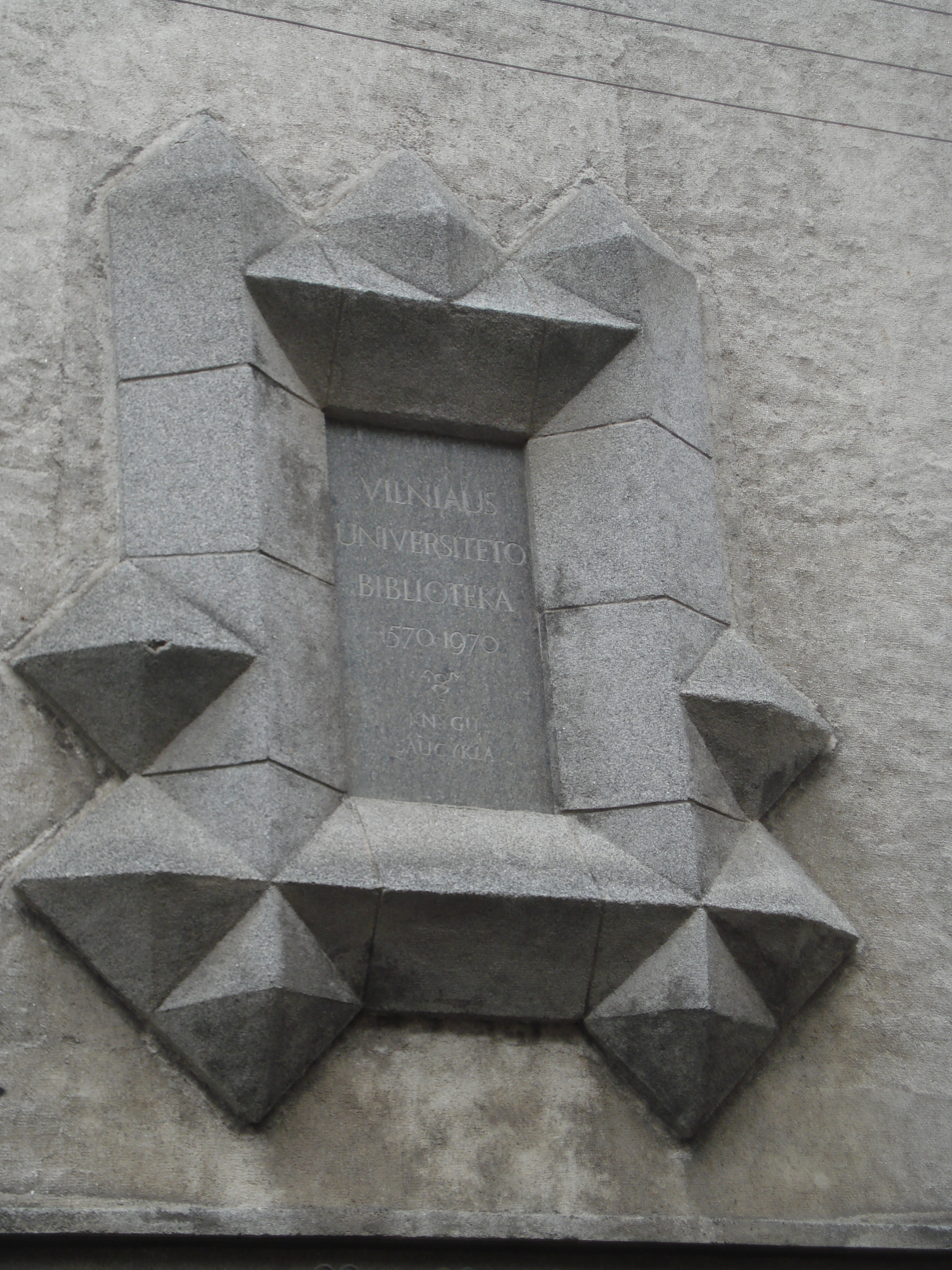
Мемориальная плита в память 400-летия библиотеки (1970)

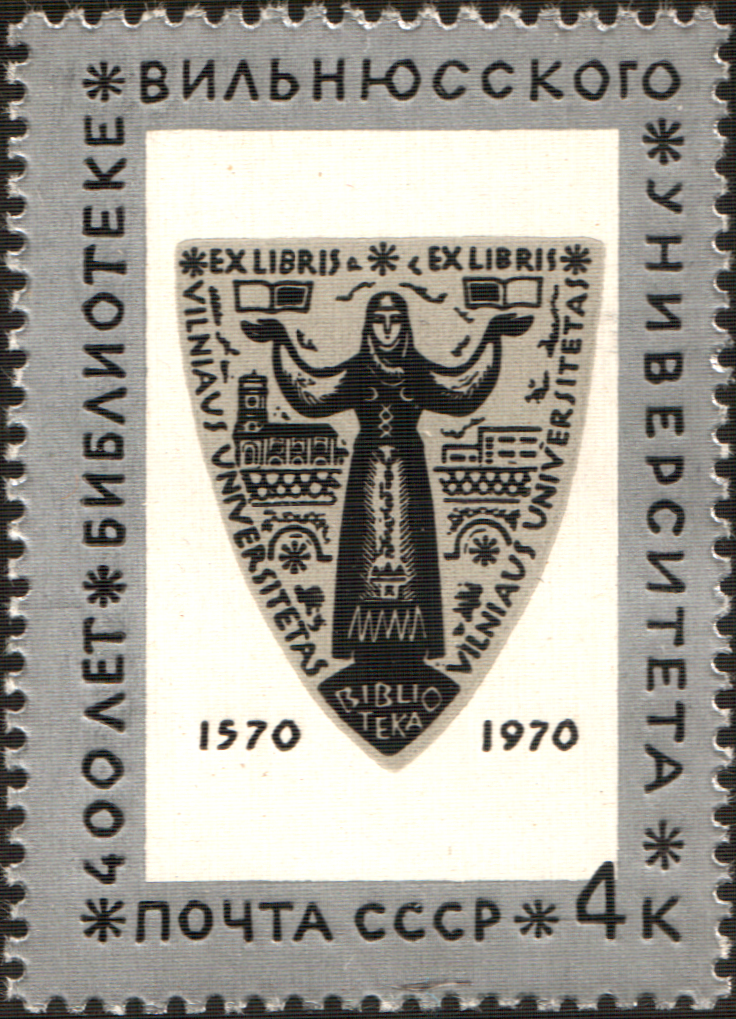
Почтовая марка СССР с изображением экслибриса, выпущенная к 400-летию библиотеки Вильнюсского университета

Основана как библиотека учреждённой летом 1570 года иезуитской коллегии. Основу составили собрания книг великого князя литовского и короля польского Сигизмунда Августа и виленского епископа суффрагана Георгия Альбиния. С преобразованием коллегии в Академию и университет виленский общества Иисуса библиотека стала библиотекой университета. Несколько тысяч книг достались библиотеке по завещанию епископа Валериана Протасевича, умершего в 1580 году (по другим сведениям в 1579 году). За двести лет управления иезуитами библиотекой её собрание выросло с 4,5 тысячи томов в 1579 году до 11 тысяч в 1773 году.
После Второй мировой войны носила название Научной библиотеки Вильнюсского государственного университета имени В. Капсукаса. В то время библиотека прилагала много усилий для возвращения старых фондов, которые были рассеяны вследствие закрытия Вильнюсского университета после восстания 1831 года. По инициативе университета, при поддержке ЦК Компартии Литвы было получено согласие учреждений, имевших книги библиотеки Вильнюсского университета, вернуть их. Первый комплект книг числом 4000 библиотека получила от Библиотеки АН СССР в Ленинграде в 1956 году, затем от неё было получено 1100 томов в 1958 году и 4300 томов в 1959 году. В числе этих книг были сочинения А. Снядецкого и Я. Снядецкого, И. Лелевеля, «Постилла» М. Даукши. В 1958 году было получено более 7500 томов из Библиотеки АН УССР, в том числе сочинения Аристотеля, Геродота, Плутарха, Канта, Лессинга, Эйлера, Руссо, Вольтера, Монтескьё, социалистов-утопистов Оуэна и Мора, профессоров Вильнюсского университета Снядецких, С. Юндзиласа, Почобута, Данилавичюса, бывшего директора библиотеки Гродека. В 1959 году было получено 700 томов из библиотеки Харьковского университета, в том числе много изданий XV века. Всего к 1966 году было возвращено более 15000 томов.
Важную роль в развитии библиотеки играл книгообмен с другими библиотеками, так, в 1965 году библиотека обменивалась книгами с 130 библиотеками СССР, 93 библиотеками социалистических стран и 260 библиотеками и обсерваториями 24 капиталистических стран, в том числе с Библиотекой Конгресса. В 1965 году библиотека получила по подписке 960 журналов и 172 газеты. Размер фондов в 1949 году составлял 1,2015 млн, в 1958—1,5566 млн, в 1966—2,2971 млн.

## Фонд
Собрание в 1985 году насчитывало 4,5 млн единиц хранения; на 1 января 2007 года библиотеку составляло 5 408 771 единица хранения 2 015 025 названий, среди них 173 556 единиц старых и редких книг, в том числе единственный в Литве экземпляр один из двух известных экземпляров первой литовской книги («Катехизис» Мартинаса Мажвидаса), 315 инкунабул, 5337 экземпляров XVI века, в том числе 1650 палеотипов — изданий 1501—1550 годов, а также 259 711 рукописей . На 1 января 2008 года фонд библиотеки составляли 5 455 545 документов.
Древнейший документ, хранящийся в библиотеке, — акт о дарении земли 1209 года. Старейшая рукописная книга — „Psalterium Mariae“, иллюстрированный сборник текстов и гимнов, посвящённых Деве Марии, на латинском языке (пергамент, XIV век). Самая старая печатная книга в библиотеке — инкунабула „Opus de universo“ Рабана Мавра (Страсбург, 1467).
В собрании библиотеки хранятся исторически сформировавшиеся коллекции:
- Bibliotheca Academiae Vilnensis (18 тыс.) — книги старого Виленского университета, в большинстве вывезенные в Россию после закрытия университета (1832) и возвращённые во второй половине XX века.
- Библиотека Медицинского общества (21 тыс.), действовавшего в Вильнюсе в 1805—1914 и 1920—1939 годах.
- Коллекция Иоахима Лелевеля (4800) — личная библиотека профессора И. Лелевеля.

Отдел литуанистики и рукописный отдел содержит несколько отдельных собраний, сформированных известными учёными и писателями и переданными библиотеке.

## Структура
Библиотеку Вильнюсского университета составляет Центральная библиотека (в Ансамбле Вильнюсского университета в Старом городе), Центр научной коммуникации и информации (MKIC в Технологической долине Саулетекиса), библиотеки факультетов и центров Вильнюсского университета. В библиотеке несколько отделов, в Центральной библиотеке — 21 читальный зал. Ей же принадлежат Кабинет графики, Музей науки, Мемориальный музей Адама Мицкевича.

## Читальные залы
В большинстве читальных залов часть фондов библиотеки находится в свободном доступе, залы оборудованы компьютерами и копировальными аппаратами; действует беспроводной интернет. К историческим залам библиотеки относятся залы Франциска Смуглевича, Иоахима Лелевеля, читальный зал филологии и профессорский читальный зал, Белый зал.

### Зал Франциска Смуглевича

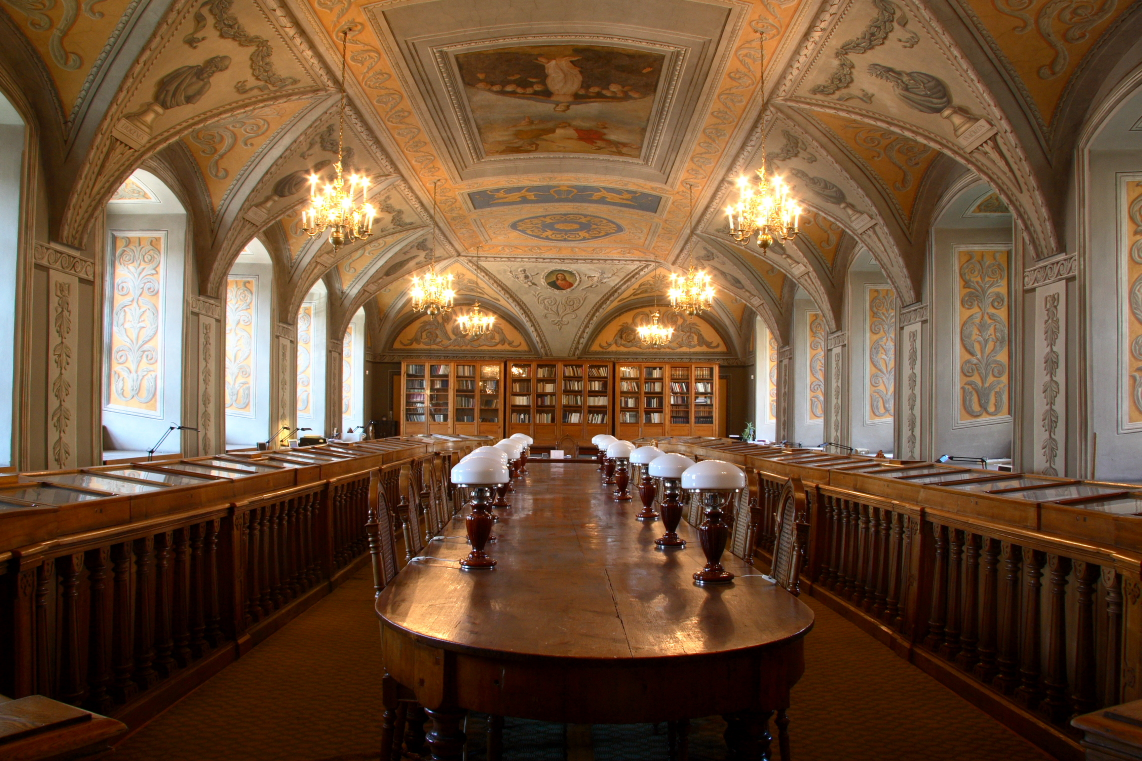
Зал Франциска Смуглевича

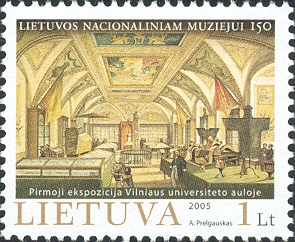
Аула Виленского университета на марке Литвы 2005 года

Старейший из существующих ныне залов библиотеки располагается на первом этаже и окнами выходит на двор Библиотеки и двор Сарбевия. Он носит имя создателя его декора — выдающегося представителя классицизма в живописи Литвы и первого профессора живописи Виленского университета Франциска Смуглевича. Зал сооружён в начале XVII века и до конца XVIII века служил столовой (рефлекторий) академии и университета Общества Иисуса. Цилиндрические своды с люнетами датируются началом XVII века.
Особая ценность зала заключается в том, что его роспись является единственным образцом полихромии Смуглевича в Литве. Смуглевич занялся работами по обновлению декора зала в 1802 году, когда помещение было решено отвести под библиотеку и аудиторию для публичных лекций. Художник на уровне опорных частей сводов изобразил двенадцать бюстов знаменитых античных поэтов и мыслителей. На сводах помещались три картины маслом Смуглевича, изображавшие Минерву, Славу, Труд и Прилежание, воздающих почести учёным. Свободные поверхности сводов и стен были заполнены орнаментом с античными мотивами. Работы по убранству помещения выполнял брат живописца Антоний Смуглевич, декоратор виленского театра.
Уже в 1804 году в обновлённом зале состоялось торжественное заседание в связи с началом учебного года. При ректоре Иерониме Стройновском зал был превращён в аулу императорского Виленского университета.

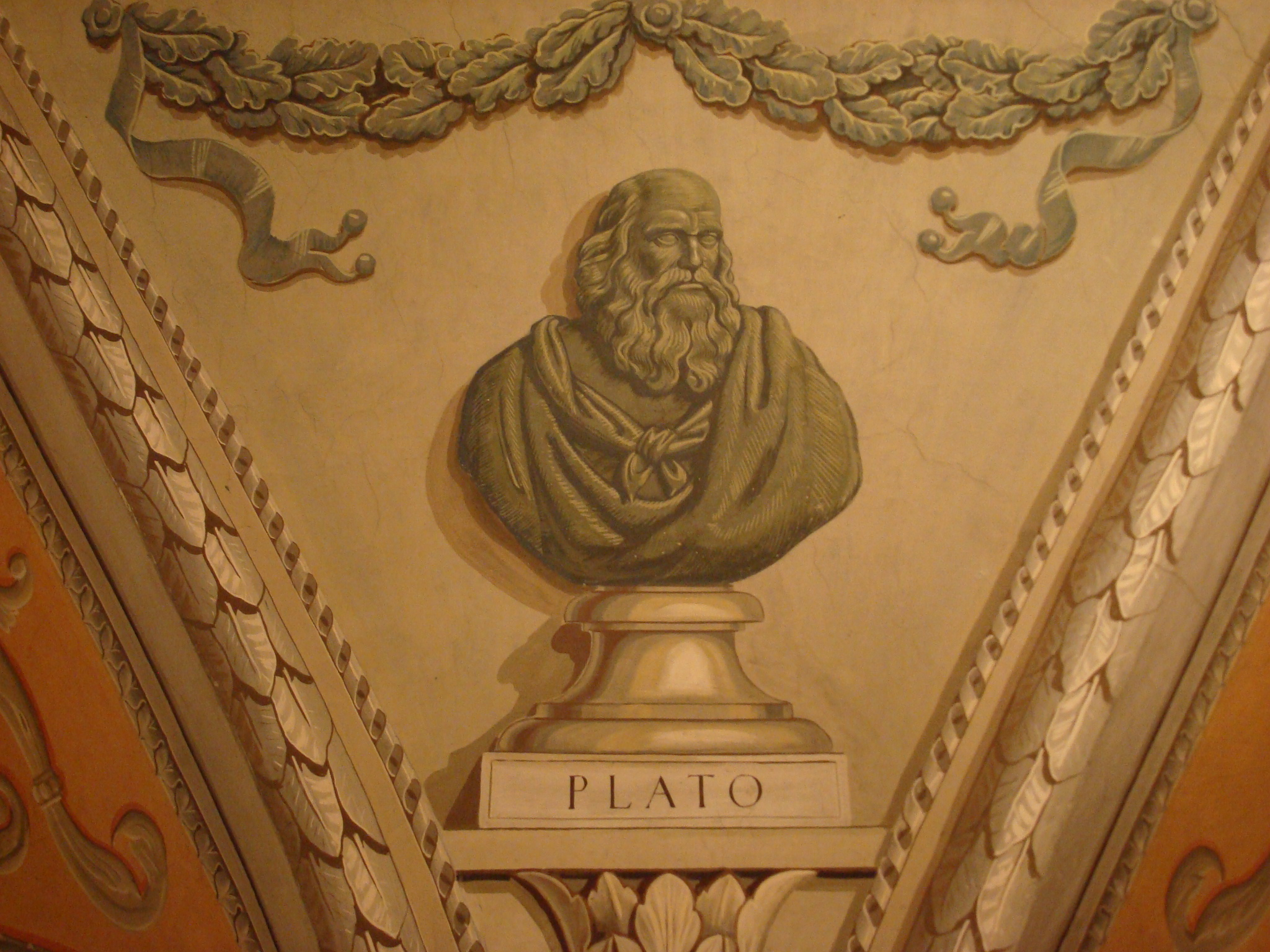
Изображение бюста Платона

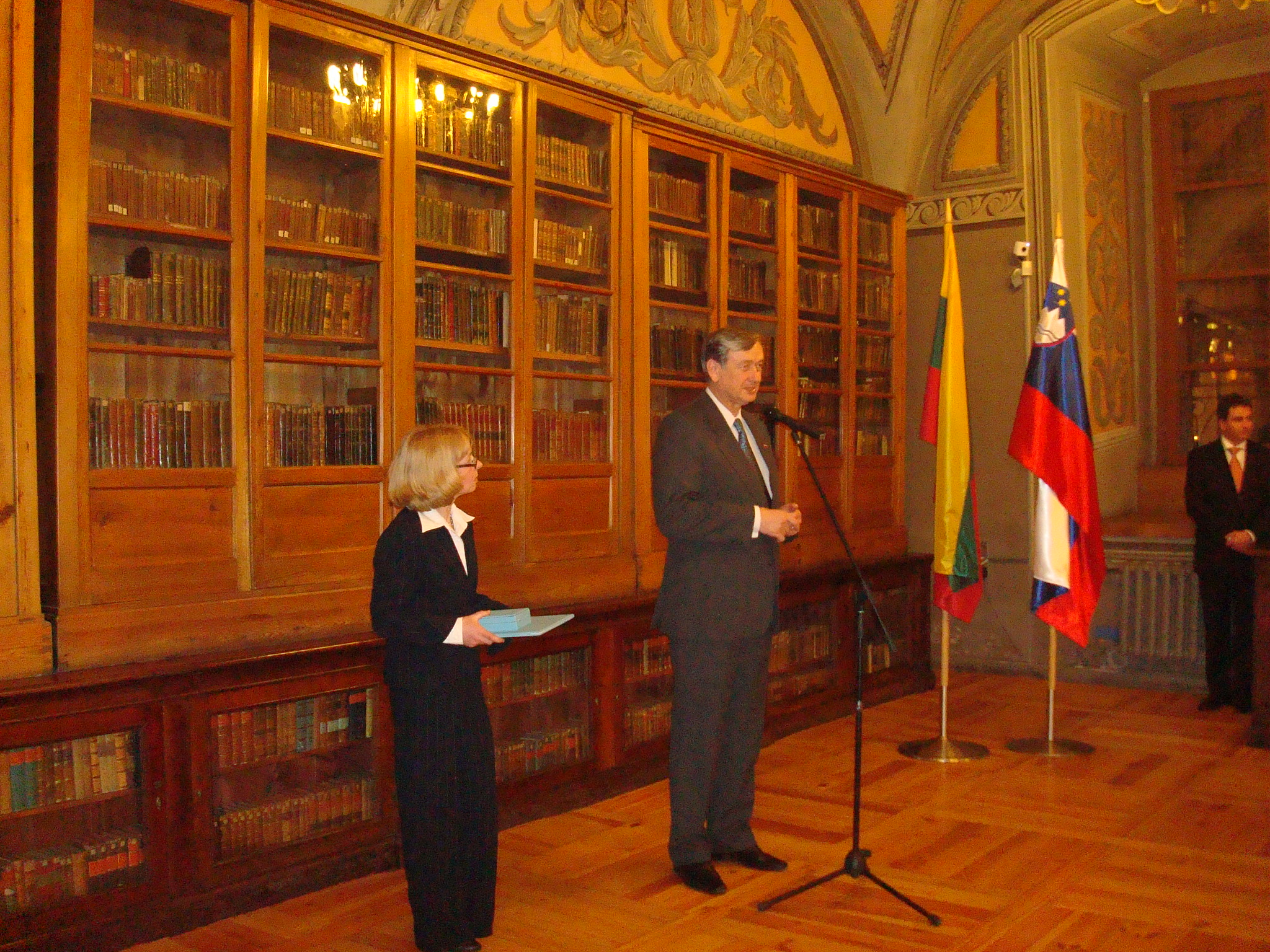
Данило Тюрк в зале Смуглевича

После упразднения университета (1832) зал перешёл в ведение Медико-хирургической академии. С упразднением академии (1842) зал изредка использовался для публичных собраний. Образованная в 1855 году Виленская археологическая комиссия получила это помещение (и два других зала над ним на втором и третьем этажах) и разместила в зале Музей древностей. В 1865 году зал и часть музейных коллекций был отведён под Виленскую публичную библиотеку. Художник В. В. Грязнов в 1867 году заменил классицистическую роспись орнаментом в псевдовизантийском стиле; картины Смуглевича со сводов были сняты.
В 1929 году прежний декор зала восстановил Ежи Хоппен. От бюстов философов и поэтов античности на стенах сохранились только пьедесталы; портреты, написанные маслом на холсте и прибитые гвоздями, исчезли. При восстановлении Хоппен по ошибке подписал изображение Демокрита на южной стене именем Аристотеля. На месте исчезнувших картин Смуглевича была обнаружена фреска XVIII века с изображением девы Марии, осеняющей плащом учёных мужей академии и университета Общества Иисуса. Она была восстановлена художником К. Квятковским.
При реставрации 1929 года в зале было повешено восемь светильников начала XX века. Мебель зала представляет собой редкий в Литве образец специальной мебели второй половины XIX века. В 1979 году при подготовке к юбилею 400-летия Вильнюсского университета был уложен паркет. В 2008 году были проведены работы по замене электрооборудования, не менявшегося с 1929 года, по обновлению паркета и реставрации части мебели.
В настоящее время зал используется отделом редких изданий и его читателями; в витринах зала размещаются уникальные экспозиции из коллекций отдела редких изданий. Зал и его экспозиции посещают высокие гости при осмотре библиотеки и университета. Изредка здесь проходят торжественные церемонии; например, в марте 2010 года президент Словении Данило Тюрк вручил в зале Смуглевича орден «За заслуги» Елене Коницкой, отметив этим её вклад в популяризацию словенского языка и культуры, развитие словенско-литовских отношений.

### Читальный зал филологии

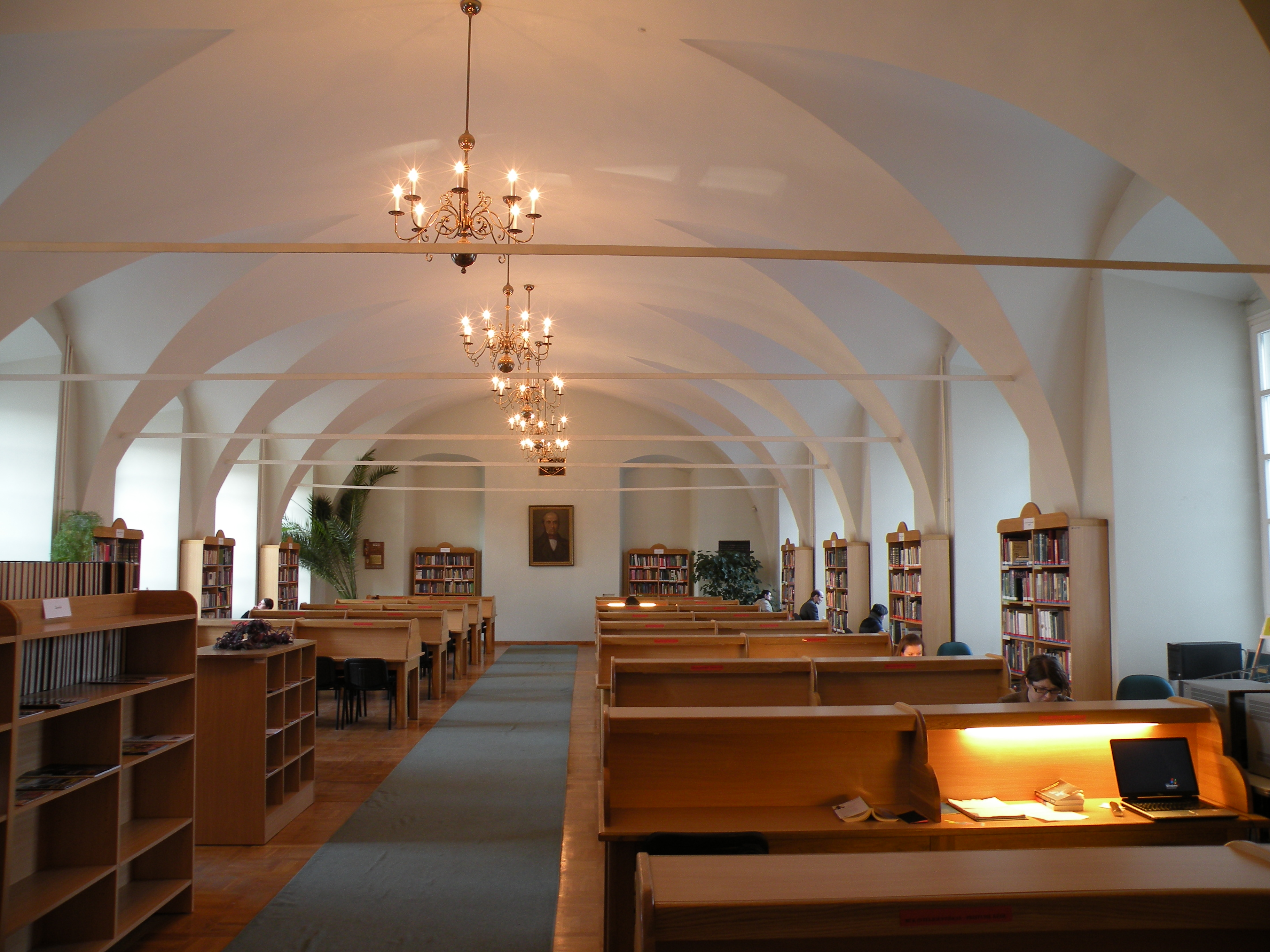
Бывший общий читальный зал, ныне читальный зал филологии

Над залом Смуглевича на втором этаже расположен одинаковый с ним по размеру  читальный зал филологии. В нём во времена академии и университета Общества Иисуса и Главной школы находилась библиотека. В 1819 году библиотека была перемещена в нынешнюю Аулу, а зал был отведён под кабинет минералогии. В 1855—1865 годах зал принадлежал виленскому Музею древностей. С 1919 года помещение вновь стало читальным залом Университета Стефана Батория.
Цилиндрические своды с люнетами относятся к началу XVII века; они составляют архитектурную ценность зала. По документам известно, что зал ещё в XVIII веке был украшен лепниной и полихромной росписью, утраченными при ремонтах и реконструкциях. Портрет Симонаса Даукантаса на задней стене зала — копия хранящегося в Художественном музее портрета, написанного Яном Зенкевичем в 1850 году.

### Профессорский читальный зал

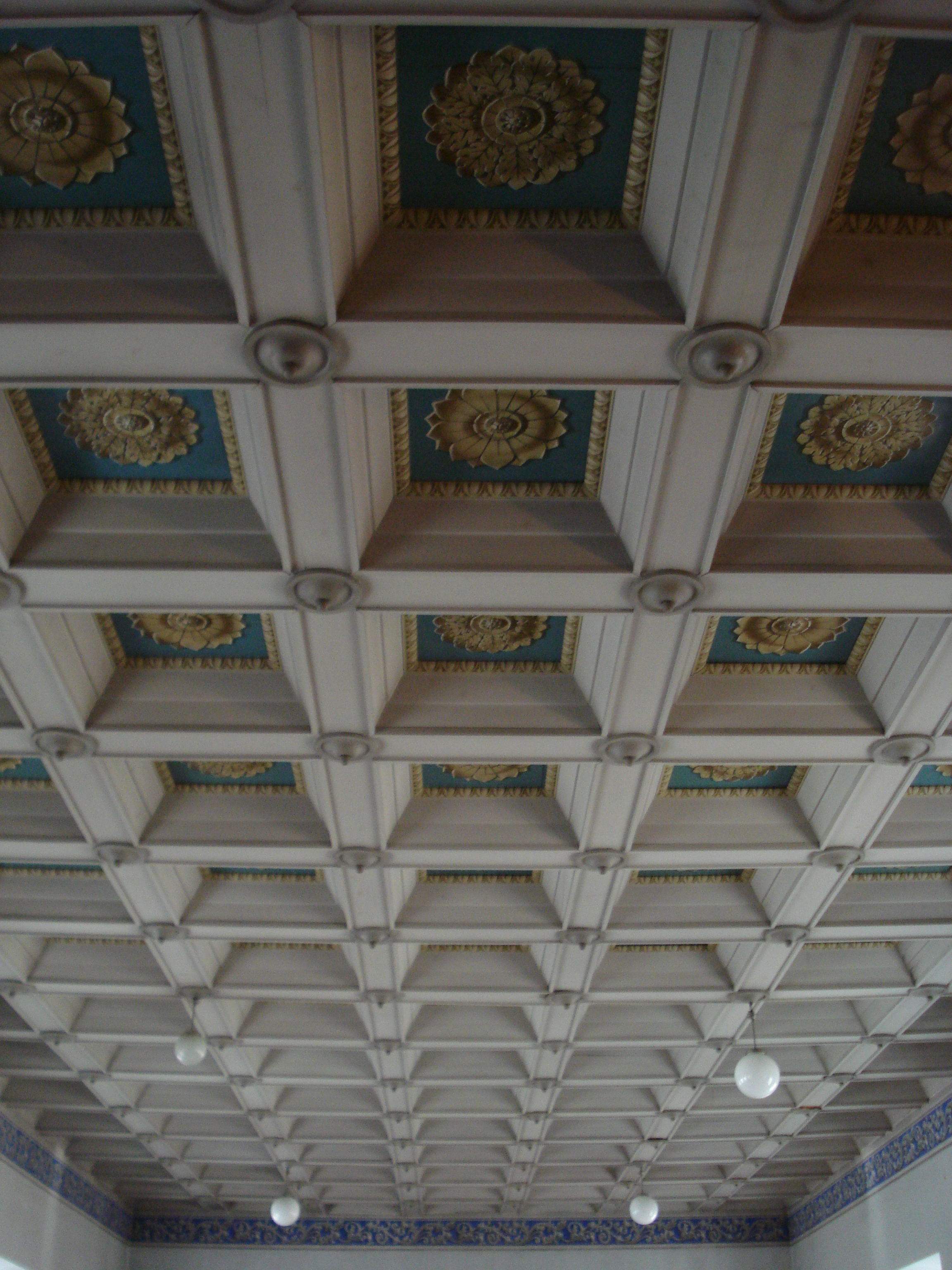
Плафон профессорского зала

Профессорский читальный располагается на третьем этаже над залом Смуглевича и читальным залом филологии. Этаж был надстроен в середине XVII века. В 1806 году его реконструировал и приспособил под библиотеку архитектор Михал Шульц.

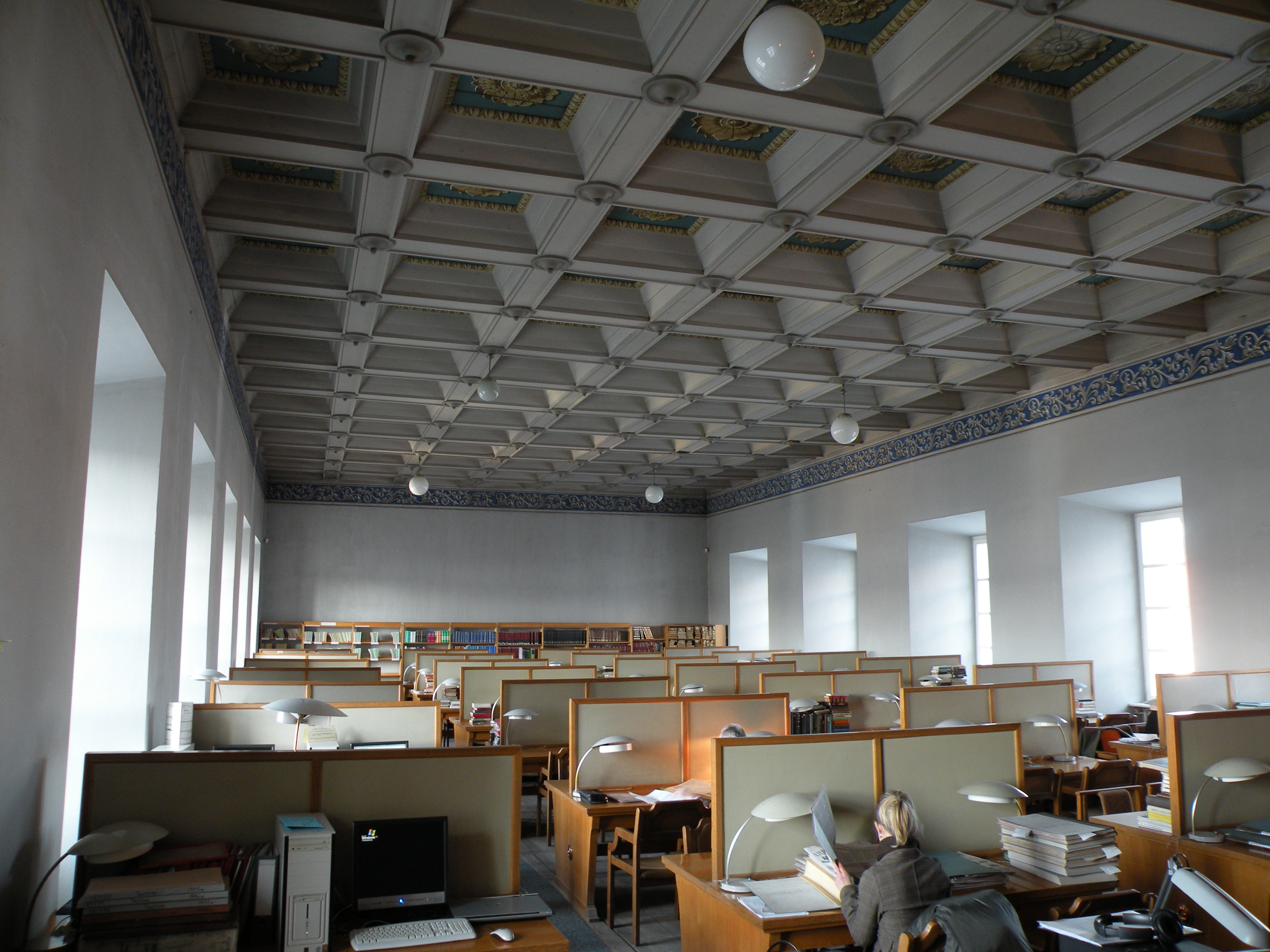
Профессорский читальный зал

Позднее архитектор Кароль Подчашинский создал деревянный плафон с глубокими кессонами и орнаментом из листьев аканта и розеток. Чёткий ритм ровных линий, пересекающихся под прямым углом, вместе со строгим и величественным стилистическим решением плафона соответствует требованиям архитектуры классицизма.
При реставрации зала в 1919 году под слоем штукатурки был обнаружен фриз, украшенный растительным орнаментом. Его восстановил профессор Университета Стефана Батория Фердинанд Рущиц. Первоначальный серый цвет стен, заменённый Рущицем на красный, был возвращён в 1970 году.

### Зал Иоахима Лелевеля

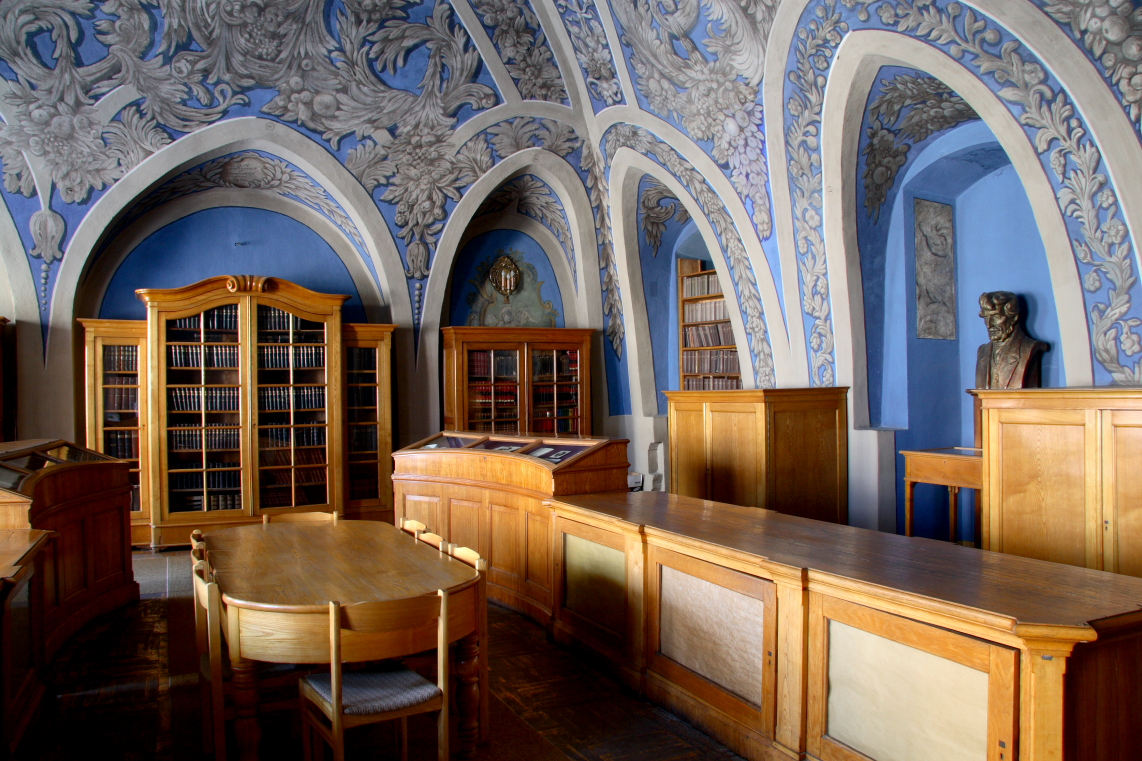
Зал Иоахима Лелевеля

Зал носит имя историка, профессора Виленского университета Иоахима Лелевеля. Зал занимает отдел библиографии и информации библиотеки и постоянная мемориальная экспозиция, посвящённая Лелевелю. Он находится на третьем этаже в западном крыле здания Большого двора. В середине XVIII века, вероятно, по проекту Томаша Жебровского, здесь была устроена часовня (иначе капелла) ордена иезуитов, занимавшая также два нижних этажа. Крестовые своды с люнетами украшал расписной плафон в гипсовом бордюре, изображавший покровителя учащейся молодёжи святого Станислава Костку. Около 1780 года часовня была разделена на два этажа. Зал на третьем этаже использовался как рисовальная студия кафедры изящных искусств, в которой работал художник Ян Рустем.
В 1852 году зал перешёл в ведение Государственного архива. В 1920 году он отошёл к библиотеке Университета Стефана Батория. В 1925 году была обнаружена скрытая наслоениями краски настенная роспись; её в 1930 году реставрировал Ежи Хоппен. После реставрации в зал были перенесены с первого этажа коллекции книг и атласов Иоахима Лелевеля. В 1956 году роспись зала подновил художник Б. Мотуза. Соответствие реставрации Хоппена первоначальному облику зала вызывает сомнения, поскольку из документов и по обнаруженным остаткам полихромной росписи явствует, что зал был оформлен в стиле рококо, чуждом тому тяжеловесному барокко, в стилистике которого выдержан декор зал после реставрации Хоппена.

### Белый зал

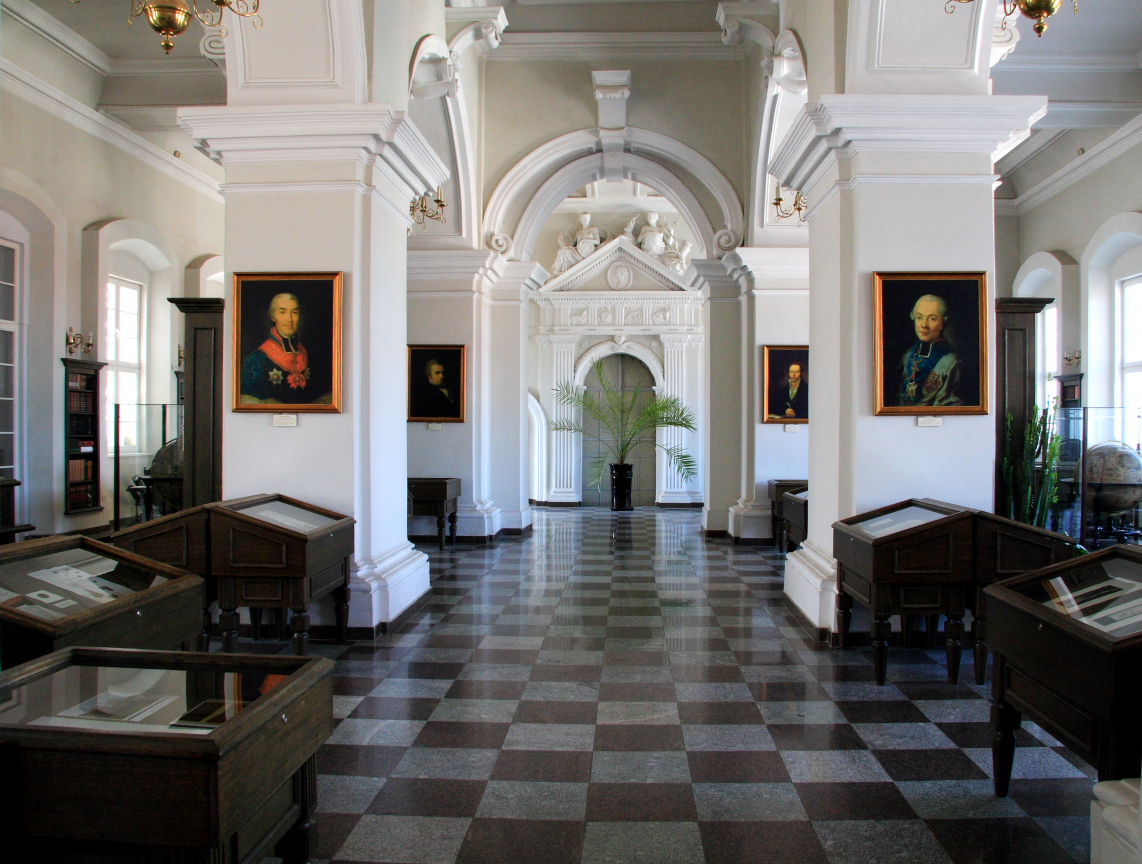
Белый зал

Белый зал расположен на четвёртом этаже в северном крыле центрального здания. Он был составной частью астрономической обсерватории. Её возведение вместе с залом было начато Томашем Жебровским в 1753 году, окончено после его смерти последователем и учеником астрономом Якубом Накционовичем.

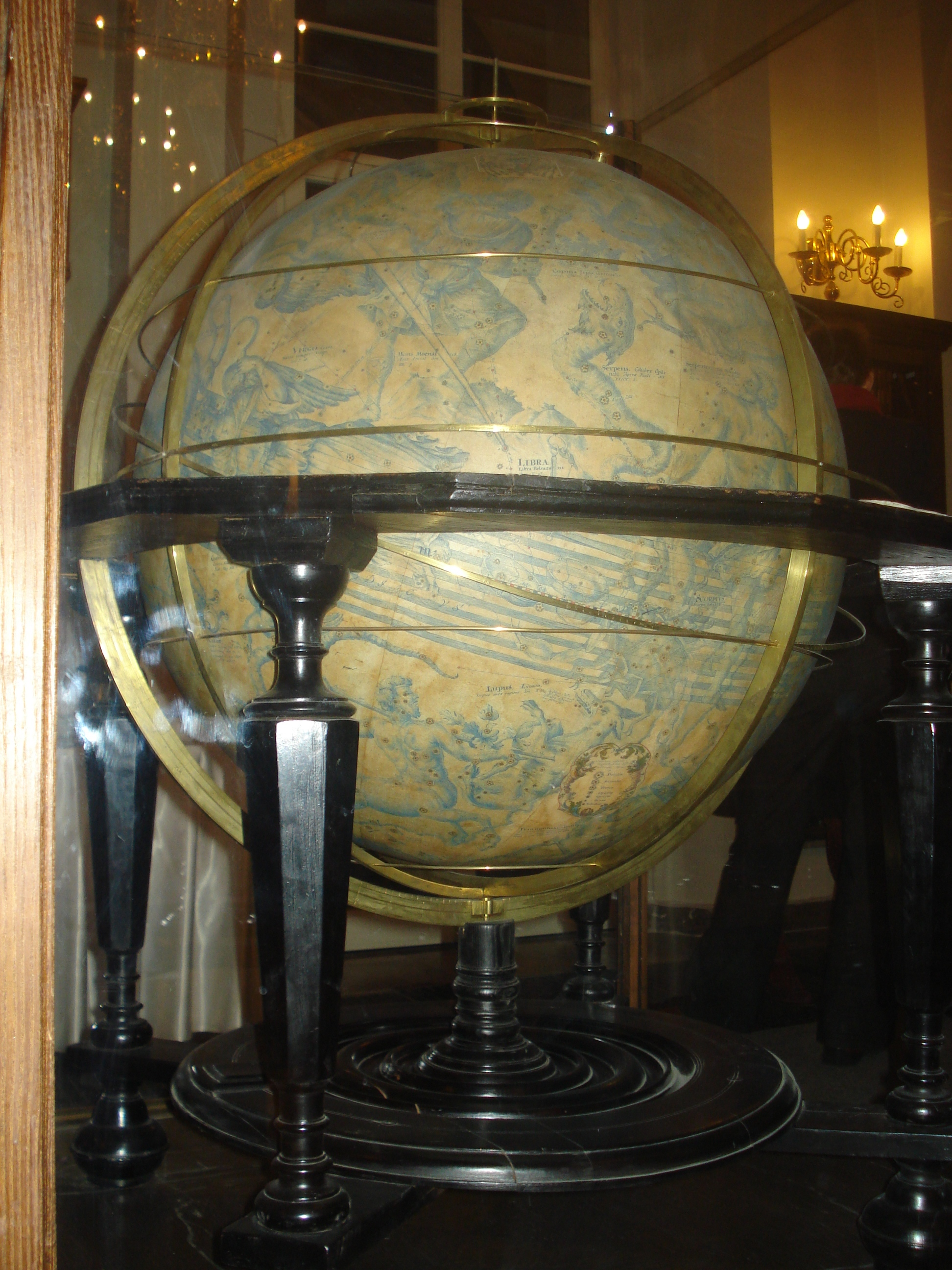
Звёздный глобус, изготовленный в Эльбинге Иоганном Фридрихом Эндершом для короля Августа III

Зал членится на три части шестью массивными барочными пильерами, украшенными ломаными карнизами сложного профиля. Пильеры соединяются полуциркульными и полуэллипсоидными арками. Посредине потолка ещё в 1774 году располагалось отверстие в форме эллипса, позднее замурованное; оно соединяло Белый зал с помещением над ним меньших размеров. Оно служило продолжением Белого зала и воплощало барочную идею бесконечности пространства.
В 1770—1773 годах интерьер был дополнен Карло Скампани. Он украсил западную стену нарядным порталом. Портал ценен как первый образец раннего классицизма в Вильнюсе, совмещающий классицистское равновесие компонентов с унаследованным от барокко обилием пышных деталей и символики. Фронтон портала возвышаются на двух дорических пилястрах. В метопах фриза разместились зодиакальные знаки Овна, Рака, Весов и Козерога. Центр тимпана акцентирован медальоном с портретом короля Станислава Августа. Над фронтоном аллегорическая фигура Дианы держит портрет покровительницы обсерватории Елизаветы Огинской-Пузыны, с другой стороны фигура Урании держит звёздный венец. По обе стороны портала находились две фигуры Ники (не сохранились).
Зал реставрировался в 1995—1997 годах по проекту архитектора Алдоны Швабаускене. В настоящее время в зале действует читальный зал и проводятся выставки. Зал украшают унаследованные от астрономической обсерватории приборы и глобусы, а также копии портретов ректора Иеронима Стройновского, Адама Мицкевича, Елизаветы Огинской-Пузыныи и других выдающихся профессоров университета, его воспитанников и покровителей.

### HIC

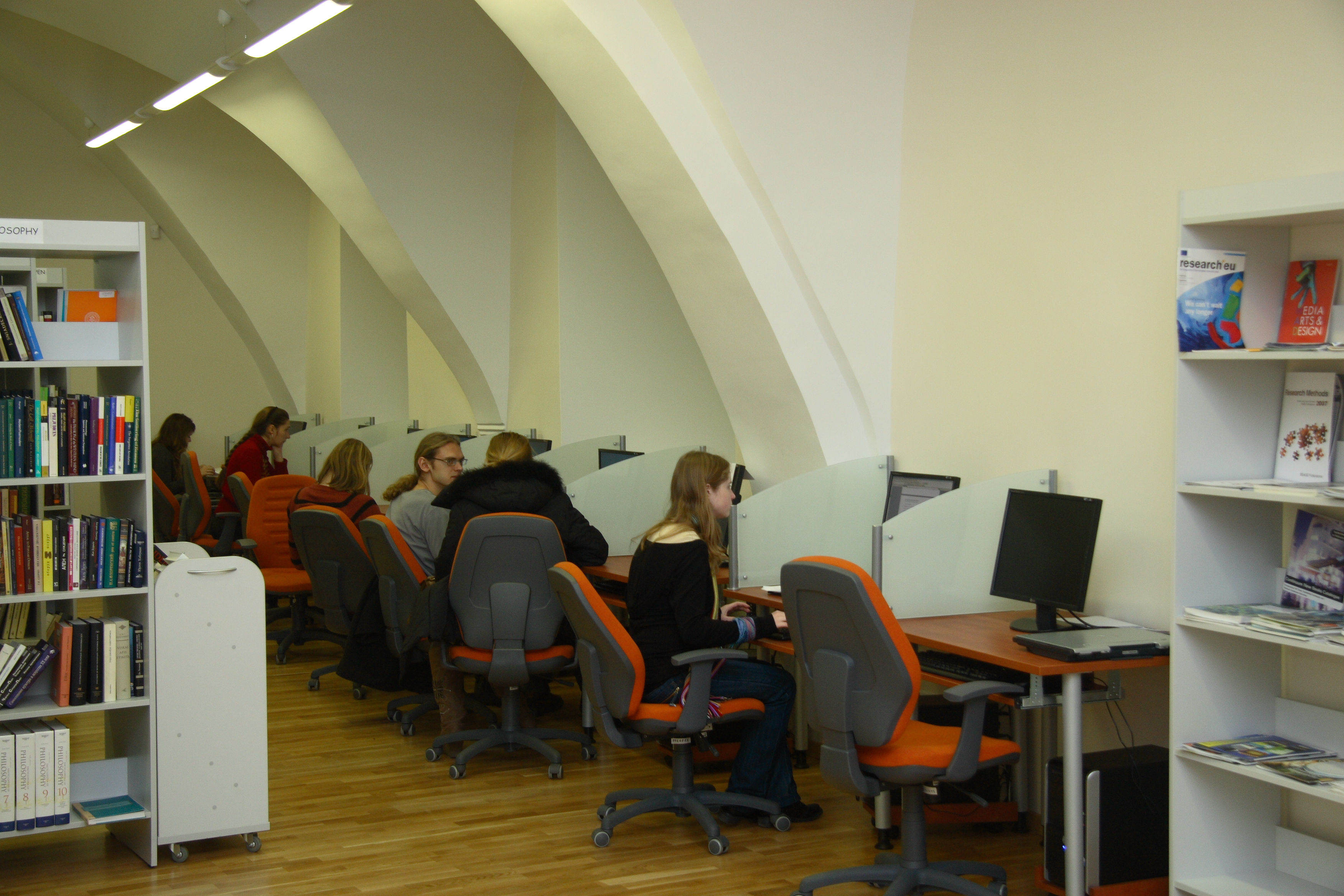
Серебряный зал

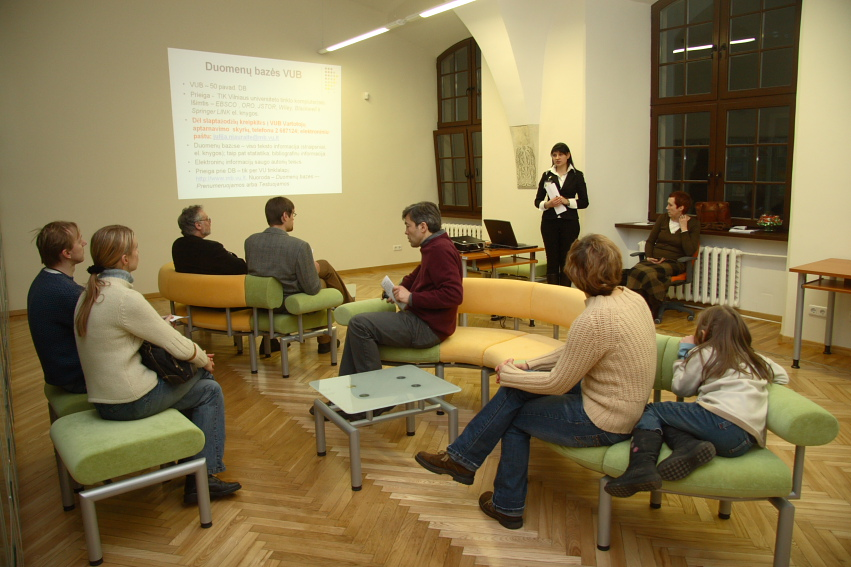
Зелёный зал

Читальные залы Информационного центра гуманистики (Humanistikos informacijos centras; аббревиатура совпадает с латинским hic «здесь») открыты 7 сентября 2007 года после ремонтных и инсталляционных работ. Здесь также действуют беспроводной интернет, компьютеры, множительный аппарат. Центр составляют четыре зала:
- Серебряный — с медиатекой и новейшими современными изданиями по гуманистике, энциклопедиями и справочниками по гуманитарным и междисциплинарным областям знаний в свободном доступе
- Апельсиновый — комната для семинаров (с возможностью резервации преподавателями и студентами)
- Ореховая — лаборатория информационных технологий
- Зелёная — читальный зал периодики с журналами на литовском и английском языках.

## Примечания

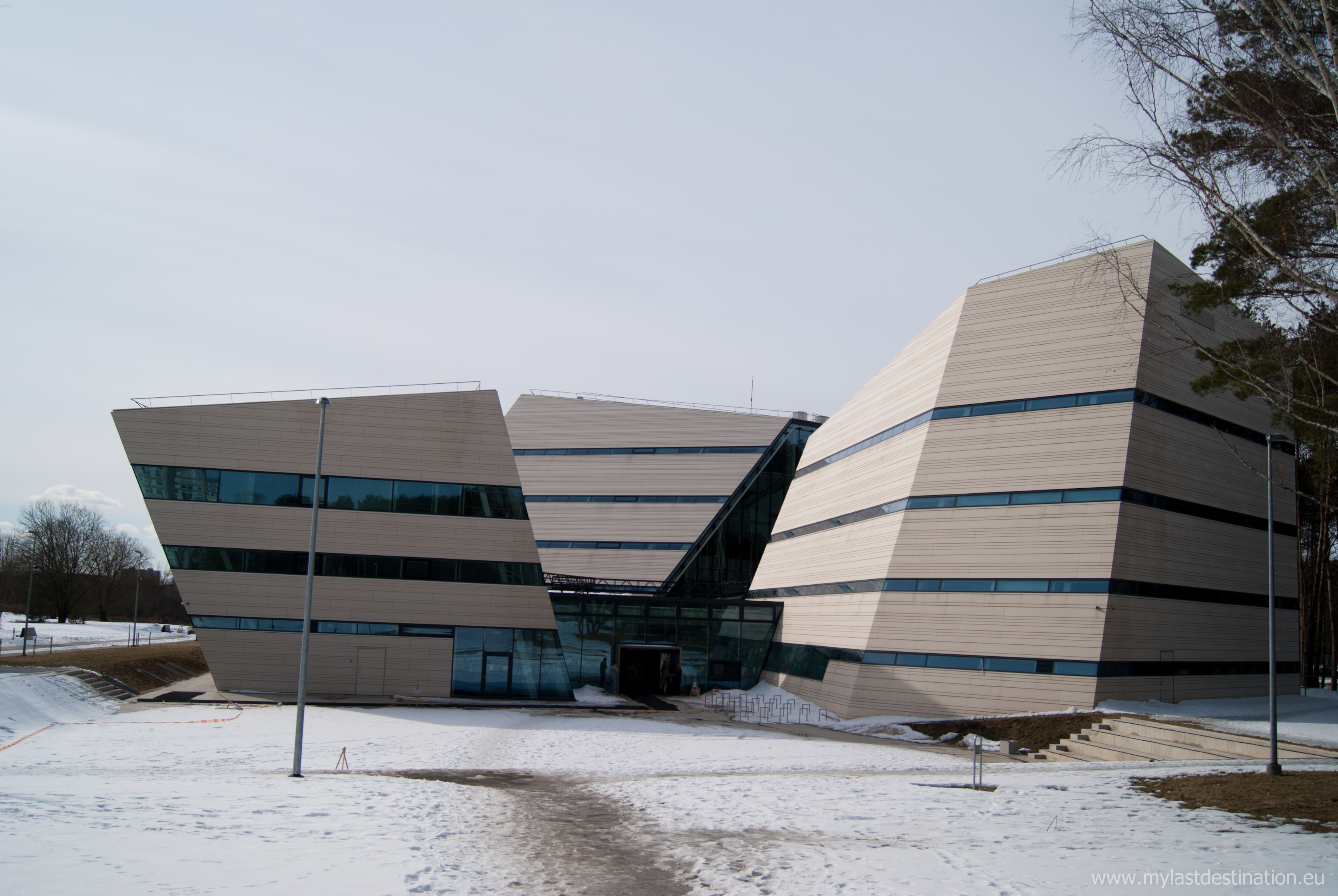